# Krupski Młyn (gemeente)
De gemeente Krupski Młyn is een landgemeente in het Poolse woiwodschap Silezië, in powiat Tarnogórski.
De zetel van de gemeente is in Krupski Młyn.

## Omgeving
De gemeente grenst aan de stad:
- Lubliniec

en de gemeenten:
- Tworóg (powiat Tarnogórski)
- Wielowieś (powiat Gliwicki)
- Pawonków (powiat Lubliniecki)
- Zawadzkie (powiat Strzelecki)

## Plaatsen
De volgende plaatsen liggen op het grondgebied van de gemeente:
- Krupski Młyn (dorp van de gemeente)
- Potępa
- Ziętek

## Oppervlakte gegevens
In 2002 bedroeg de totale oppervlakte van gemeente Krupski Młyn 39,42 km², waarvan:
- agrarisch gebied: 5%
- bossen: 83%

De gemeente beslaat 6,13% van de totale oppervlakte van de powiat.

## Demografie
Stand op 30 juni 2004:
| Omschrijving                   | Totaal | Totaal | Vrouwen | Vrouwen | Mannen | Mannen |
| ------------------------------ | ------ | ------ | ------- | ------- | ------ | ------ |
| eenheid                        | aantal | %      | aantal  | %       | aantal | %      |
| inwoners                       | 3501   | 100    | 1778    | 50,8    | 1723   | 49,2   |
| bevolkingsdichtheid (inw./km²) | 88,8   | 88,8   | 45,1    | 45,1    | 43,7   | 43,7   |

In 2002 bedroeg het gemiddelde inkomen per inwoner 2564,16 zł.